# میراث درخشان
میراث درخشان (کره‌ای: 찬란한 유산؛ انگلیسی: Brilliant Legacy) یا ارثیهٔ درخشان یک مجموعهٔ تلویزیونی کره جنوبی در سال ۲۰۰۹ با بازی هان هیو جو، لی سونگ-گی، بائه سو بین و مون چه-وون است. این مجموعه از ۲۵ آوریل تا ۲۶ ژوئیه ۲۰۰۹، هر شنبه و یکشنبه، ساعت ۲۱:۴۵ (کی‌اس‌تی) برای ۲۸ قسمت از اس‌بی‌اس پخش شد.
این درام در میان بهترین درام‌های کره‌ای سال قرار داشت. برای ۲۰ هفتهٔ متوالی جایگاه شماره یک خود را در جدول رتبه‌بندی بینندگان حفظ کرد و برای آخرین قسمت خود به ریتینگ ۴۷٫۱٪ رسید.

## بازیگران

### خانوادهٔ گو
- هان هیو جو در نقش گو اون-سونگ[۴]
- جون این-تک در نقش گو پیونگ-جونگ (پدر)
- کیم می-سوک در نقش بک سونگ-هی (نامادری)
- مون چه-وون در نقش یو سونگ-می (ناخواهری)
- یون جون-سوک در نقش گو اون-وو (برادر کوچکتر)

### خانوادهٔ سون‌وو
- لی سونگ-گی در نقش سون‌وو هوان[۵]
- بان هیو-جانگ در نقش جانگ سوک-جا (مادر بزرگ)
- یو جی-این در نقش اوه یونگ-ران (مادر)
- هان یه-ون در نقش سون‌وو جانگ (خواهر کوچکتر)
- لی سونگ-هیونگ در نقش پیو سونگ-چول

### خانوادهٔ پارک
- بائه سو بین در نقش پارک جون-سه
- چوی جونگ-وو در نقش پارک ته-سو (پدر)

### سایر بازیگران
- مین یونگ-وون در نقش لی هه-ری (دوست اون-سونگ)
- جانگ سوک-وون در نقش جین یونگ-سوک (دوست هوان)
- سون یو-اون در نقش جانگ این-یونگ (دوست اون-سانگ و سونگ-می)
- کیم جه-سونگ در نقش لی هیونگ-جین (کسی که با جون-سه زندگی می‌کند)
- بک سون-هیون در نقش لی جونگ-یونگ / مدیر لی
- پارک سانگ-هیون در نقش هان سو-جه (کارگر رستوران)
- کیم سونگ-اوه در نقش دوست هوان (قسمت ۷)

## ریتینگ
در جدول زیر، اعداد آبی کمترین رتبه را دارند و اعداد قرمز بیشترین رتبه را نشان می‌دهند.
| تاریخ پخش اصلی | قسمت    | سراسر کشور    | سئول          |
| -------------- | ------- | ------------- | ------------- |
| ۲۵ آوریل ۲۰۰۹  | ۱       | ۱۵٫۹٪ (پنجم)  | ۱۵٫۸٪ (پنجم)  |
| ۲۶ آوریل ۲۰۰۹  | ۲       | ۱۹٫۶٪ (چهارم) | ۱۹٫۴٪ (چهارم) |
| ۰۲ مه ۲۰۰۹     | ۳       | ۱۷٫۹٪ (دوم)   | ۱۸٫۸٪ (دوم)   |
| ۰۳ مه ۲۰۰۹     | ۴       | ۲۳٫۲٪ (اول)   | ۲۳٫۹٪ (اول)   |
| ۰۹ مه ۲۰۰۹     | ۵       | ۲۲٫۸٪ (اول)   | ۲۳٫۸٪ (اول)   |
| ۱۰ مه ۲۰۰۹     | ۶       | ۲۶٫۹٪ (اول)   | ۲۷٫۶٪ (اول)   |
| ۱۶ مه ۲۰۰۹     | ۷       | ۲۵٫۱٪ (اول)   | ۲۵٫۴٪ (اول)   |
| ۱۷ مه ۲۰۰۹     | ۸       | ۲۸٫۱٪ (اول)   | ۲۹٫۱٪ (اول)   |
| ۲۳ مه ۲۰۰۹     | ۹       | ۲۷٫۲٪ (اول)   | ۲۷٫۸٪ (اول)   |
| ۲۴ مه ۲۰۰۹     | ۱۰      | ۲۸٫۸٪ (اول)   | ۳۰٫۲٪ (اول)   |
| ۳۰ مه ۲۰۰۹     | ۱۱      | ۲۷٫۲٪ (اول)   | ۲۸٫۴٪ (اول)   |
| ۳۱ مه ۲۰۰۹     | ۱۲      | ۳۲٫۰٪ (اول)   | ۳۴٫۲٪ (اول)   |
| ۰۶ ژوئن ۲۰۰۹   | ۱۳      | ۳۰٫۰٪ (اول)   | ۳۰٫۸٪ (اول)   |
| ۰۷ ژوئن ۲۰۰۹   | ۱۴      | ۳۲٫۴٪ (اول)   | ۳۳٫۵٪ (اول)   |
| ۱۳ ژوئن ۲۰۰۹   | ۱۵      | ۳۰٫۶٪ (اول)   | ۳۱٫۵٪ (اول)   |
| ۱۴ ژوئن ۲۰۰۹   | ۱۶      | ۳۳٫۴٪ (اول)   | ۳۳٫۹٪ (اول)   |
| ۲۰ ژوئن ۲۰۰۹   | ۱۷      | ۳۲٫۸٪ (اول)   | ۳۳٫۵٪ (اول)   |
| ۲۱ ژوئن ۲۰۰۹   | ۱۸      | ۳۴٫۶٪ (اول)   | ۳۴٫۶٪ (اول)   |
| ۲۷ ژوئن ۲۰۰۹   | ۱۹      | ۳۳٫۳٪ (اول)   | ۳۳٫۸٪ (اول)   |
| ۲۸ ژوئن ۲۰۰۹   | ۲۰      | ۳۸٫۴٪ (اول)   | ۳۸٫۸٪ (اول)   |
| ۰۴ ژوئیه ۲۰۰۹  | ۲۱      | ۳۵٫۷٪ (اول)   | ۳۵٫۶٪ (اول)   |
| ۰۵ ژوئیه ۲۰۰۹  | ۲۲      | ۳۹٫۰٪ (اول)   | ۳۸٫۵٪ (اول)   |
| ۱۱ ژوئیه ۲۰۰۹  | ۲۳      | ۳۷٫۲٪ (اول)   | ۳۷٫۲٪ (اول)   |
| ۱۲ ژوئیه ۲۰۰۹  | ۲۴      | ۴۱٫۳٪ (اول)   | ۴۱٫۲٪ (اول)   |
| ۱۸ ژوئیه ۲۰۰۹  | ۲۵      | ۳۹٫۳٪ (اول)   | ۳۹٫۰٪ (اول)   |
| ۱۹ ژوئیه ۲۰۰۹  | ۲۶      | ۴۲٫۲٪ (اول)   | ۴۲٫۸٪ (اول)   |
| ۲۵ ژوئیه ۲۰۰۹  | ۲۷      | ۴۰٫۵٪ (اول)   | ۳۹٫۹٪ (اول)   |
| ۲۶ ژوئیه ۲۰۰۹  | ۲۸      | ۴۵٫۲٪ (اول)   | ۴۶٫۰٪ (اول)   |
| میانگین        | میانگین | ۳۱٫۵٪         | ۳۲٫۰٪         |

منبع: TNS Media Korea

## جوایز و نامزدی‌ها
| سال  | مراسم جوایز                                          | دسته                                       | گیرنده                  | نتیجه    | منبع                 |
| ---- | ---------------------------------------------------- | ------------------------------------------ | ----------------------- | -------- | -------------------- |
| ۲۰۰۹ | سومین دوره جوایز برگزیده ۲۰ ام‌نت                     | ستاره داغ درام، مرد                        | لی سونگ-گی              | برنده    | [ ۶۲ ]               |
| ۲۰۰۹ | سومین دوره جوایز برگزیده ۲۰ ام‌نت                     | ستاره داغ درام، زن                         | هان هیو جو              | برنده    | [ ۶۲ ]               |
| ۲۰۰۹ | جوایز درامای اس‌بی‌اس                                  | جایزه برترین بازیگر زن                     | کیم می-سوک              | برنده    | [ ۶۳ ] [ ۶۴ ]        |
| ۲۰۰۹ | جوایز درامای اس‌بی‌اس                                  | جایزه برتر بازیگر مرد در یک درام ویژه      | لی سونگ-گی              | برنده    | [ ۶۳ ] [ ۶۴ ]        |
| ۲۰۰۹ | جوایز درامای اس‌بی‌اس                                  | جایزه برتر بازیگر مرد در یک درام ویژه      | بائه سو بین             | نامزدشده | [ ۶۳ ] [ ۶۴ ]        |
| ۲۰۰۹ | جوایز درامای اس‌بی‌اس                                  | جایزه برتر بازیگر زن در یک درام ویژه       | کیم می-سوک              | نامزدشده | [ ۶۳ ] [ ۶۴ ]        |
| ۲۰۰۹ | جوایز درامای اس‌بی‌اس                                  | جایزه برتر بازیگر زن در یک درام ویژه       | هان هیو جو              | برنده    | [ ۶۳ ] [ ۶۴ ]        |
| ۲۰۰۹ | جوایز درامای اس‌بی‌اس                                  | بهترین بازیگر نقش مکمل مرد در یک درام ویژه | لی سونگ-هیونگ           | نامزدشده | [ ۶۳ ] [ ۶۴ ]        |
| ۲۰۰۹ | جوایز درامای اس‌بی‌اس                                  | بهترین بازیگر نقش مکمل زن در یک درام ویژه  | یو جی-این               | نامزدشده | [ ۶۳ ] [ ۶۴ ]        |
| ۲۰۰۹ | جوایز درامای اس‌بی‌اس                                  | ۱۰ ستاره برتر                              | هان هیو جو              | برنده    | [ ۶۳ ] [ ۶۴ ]        |
| ۲۰۰۹ | جوایز درامای اس‌بی‌اس                                  | ۱۰ ستاره برتر                              | لی سونگ-گی              | برنده    | [ ۶۳ ] [ ۶۴ ]        |
| ۲۰۰۹ | جوایز درامای اس‌بی‌اس                                  | ۱۰ ستاره برتر                              | بائه سو بین             | برنده    | [ ۶۳ ] [ ۶۴ ]        |
| ۲۰۰۹ | جوایز درامای اس‌بی‌اس                                  | بهترین زوج                                 | لی سونگ-گی و هان هیو جو | برنده    | [ ۶۳ ] [ ۶۴ ]        |
| ۲۰۰۹ | جوایز درامای اس‌بی‌اس                                  | جایزه دست‌آورد                              | بان هیو-جونگ            | برنده    | [ ۶۳ ] [ ۶۴ ]        |
| ۲۰۱۰ | چهل و ششمین دوره جوایز هنری بکسانگ                   | بهترین درام                                | میراث درخشان            | نامزدشده | [ ۶۵ ]               |
| ۲۰۱۰ | چهل و ششمین دوره جوایز هنری بکسانگ                   | بهترین بازیگر نقش اول زن (تلویزیون)        | هان هیو جو              | نامزدشده | [ ۶۵ ]               |
| ۲۰۱۰ | چهل و ششمین دوره جوایز هنری بکسانگ                   | بهترین کارگردان تازه‌کار (تلویزیون)         | جین هیوک                | نامزدشده | [ ۶۵ ]               |
| ۲۰۱۰ | چهل و ششمین دوره جوایز هنری بکسانگ                   | بهترین بازیگر تازه‌کار مرد (تلویزیون)       | لی سونگ-گی              | نامزدشده | [ ۶۵ ]               |
| ۲۰۱۰ | چهل و ششمین دوره جوایز هنری بکسانگ                   | بهترین فیلم‌نامه (تلویزیون)                 | سو هیون-کیونگ           | نامزدشده | [ ۶۵ ]               |
| ۲۰۱۰ | چهل و ششمین دوره جوایز هنری بکسانگ                   | محبوب‌ترین بازیگر مرد (تلویزیون)            | لی سونگ-گی              | برنده    | [ ۶۵ ]               |
| ۲۰۱۰ | سی و هفتمین دوره جوایز پخش کره                       | بهترین سریال درام                          | میراث درخشان            | برنده    | [ ۶۶ ]               |
| ۲۰۱۰ | پنجمین دوره جوایز بین‌المللی درامای سئول              | بازیگر زن کره‌ای برجسته                     | هان هیو جو              | برنده    | [ ۶۷ ] [ ۶۸ ] [ ۶۹ ] |
| ۲۰۱۰ | پنجمین دوره جوایز بین‌المللی درامای سئول              | محبوب‌ترین بازیگر مرد                       | لی سونگ-گی              | برنده    | [ ۶۷ ] [ ۶۸ ] [ ۶۹ ] |
| ۲۰۱۱ | چهل و چهارمین جشنواره بین‌المللی فیلم ورلد فست-هوستون | جایزه پلاتینیوم رمی                        | میراث درخشان            | برنده    | [ ۷۰ ]               |
| ۲۰۱۱ | هفدهمین جشنواره تلویزیونی شانگهای جوایز ماگنولیا     | جایزه ویژه مجموعه تلویزیونی خارجی          | میراث درخشان            | برنده    | [ ۷۱ ]               |

## پخش بین‌المللی
- این مجموعه در ژاپن از شبکهٔ فوجی تی‌وی در مارس ۲۰۱۰ پخش شد، جایی که بالاترین رتبه بینندگان را در بازه زمانی خود در ده سال گذشته را دریافت کرد.[۷۲][۷۳][۷۴][۷۵]
- این مجموعه در فیلیپین در شبکه جی‌ام‌ای در ۳۱ اوت ۲۰۰۹ و همچنین از شبکه انیماکس آسیا (برای مالزی و فیلیپین) در سال ۲۰۱۰ پخش شد.[۷۶] پیش از این از شبکه ۸تی‌وی (مالزی) پخش می‌شد.[۷۷]
- این مجموعه در تایلند از کانال ۳ در فوریه ۲۰۱۲ پخش شد.[۷۸]

## بازسازی
- بازسازی چینی با عنوان زندگی پر زرق و برق من (My Splendid Life; 我的灿烂人生, Wo De Can Lan Ren Sheng) با بازی جری یان و یادا چن در سال ۲۰۱۱ از دراگون تی‌وی پخش شد.[۷۹]
- بازسازی ترکی با عنوان دستم را رها نکن (Never Let My Hand Go; Elımı Bırakma) با بازی آلپ ناوروز و آلینا بز از شبکه تی‌آرتی ۱ پخش شد.